# Tojoo Itó

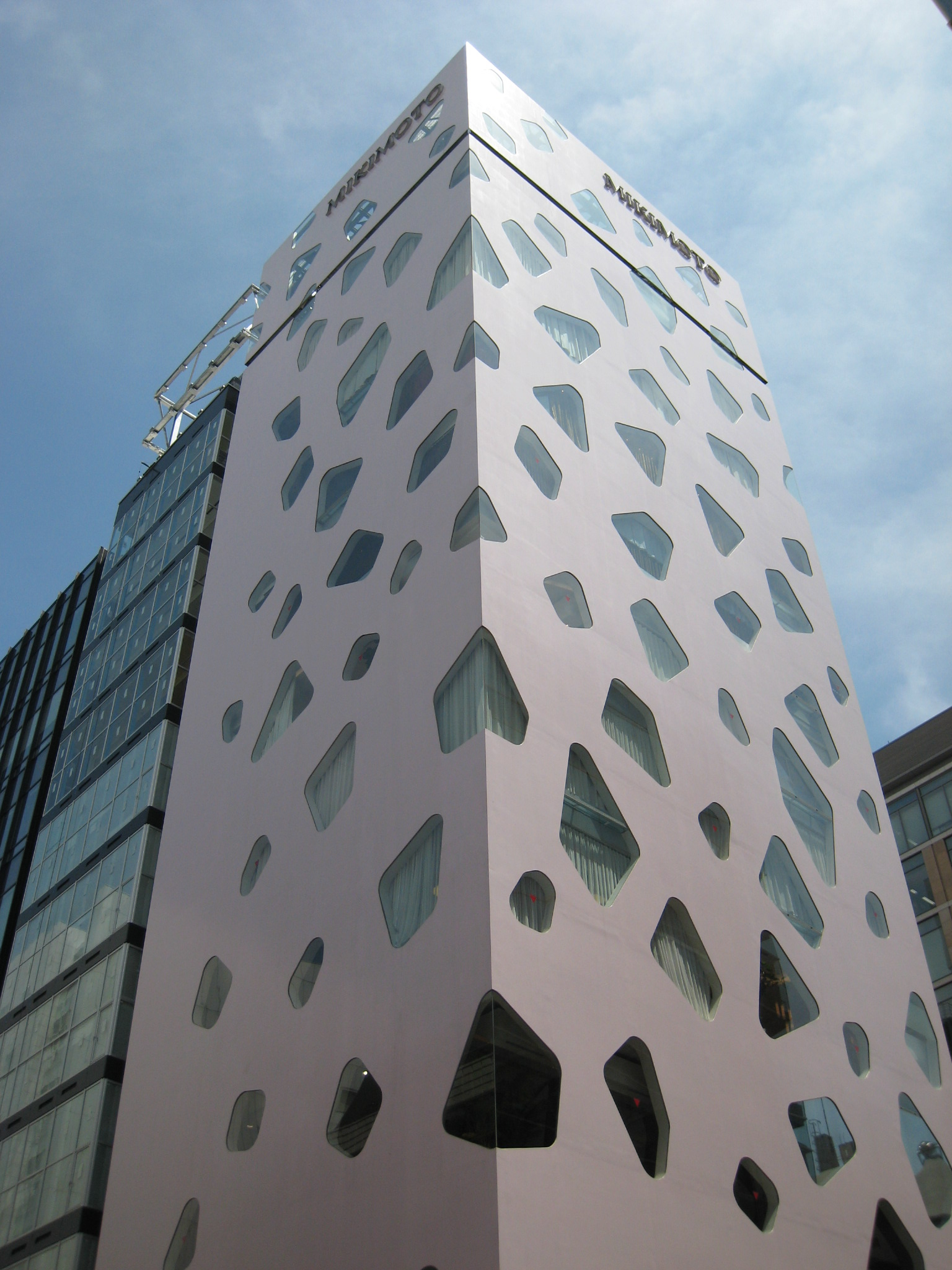
Mikimoto Ginza

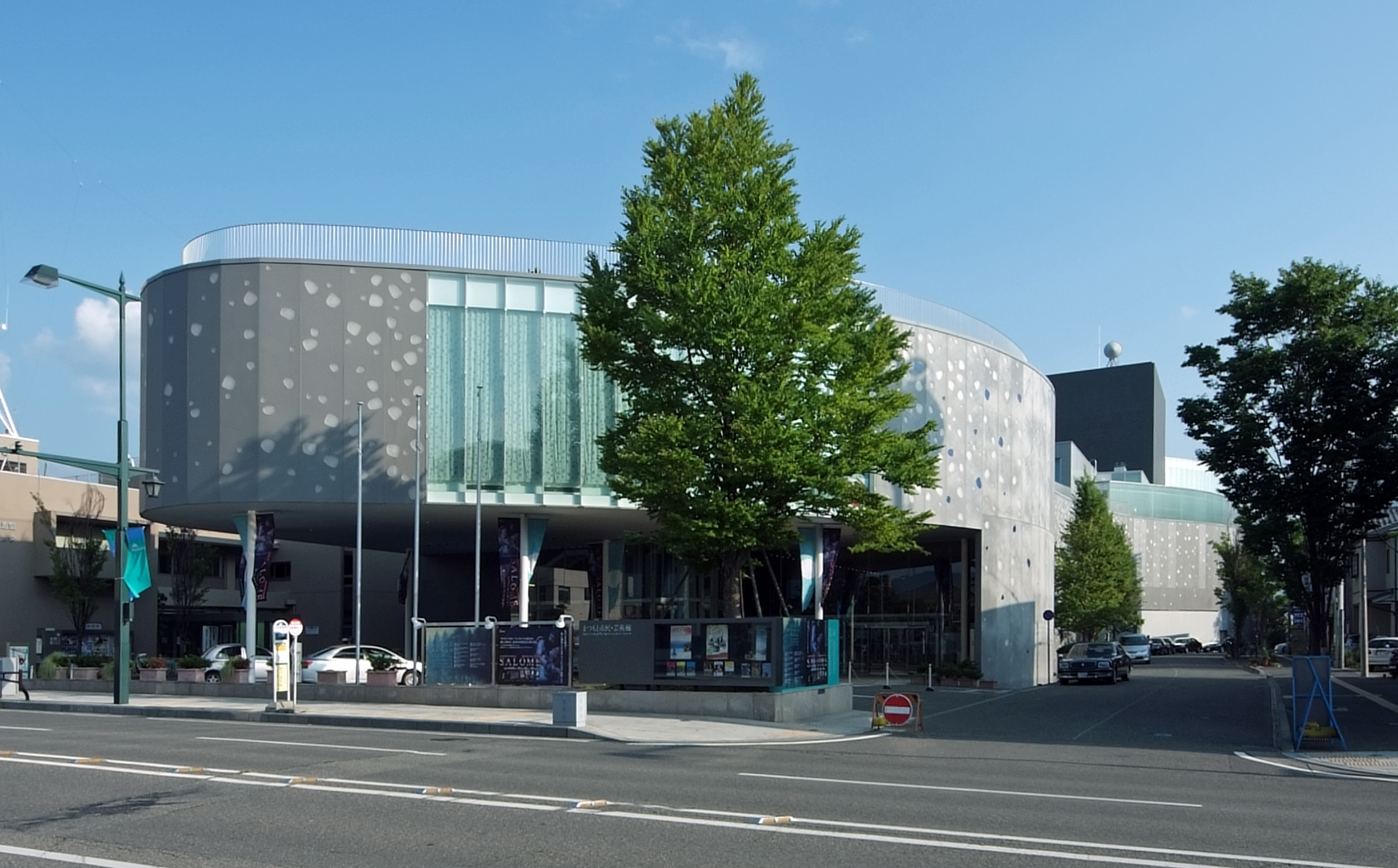
Matsumoto Performing Arts Center

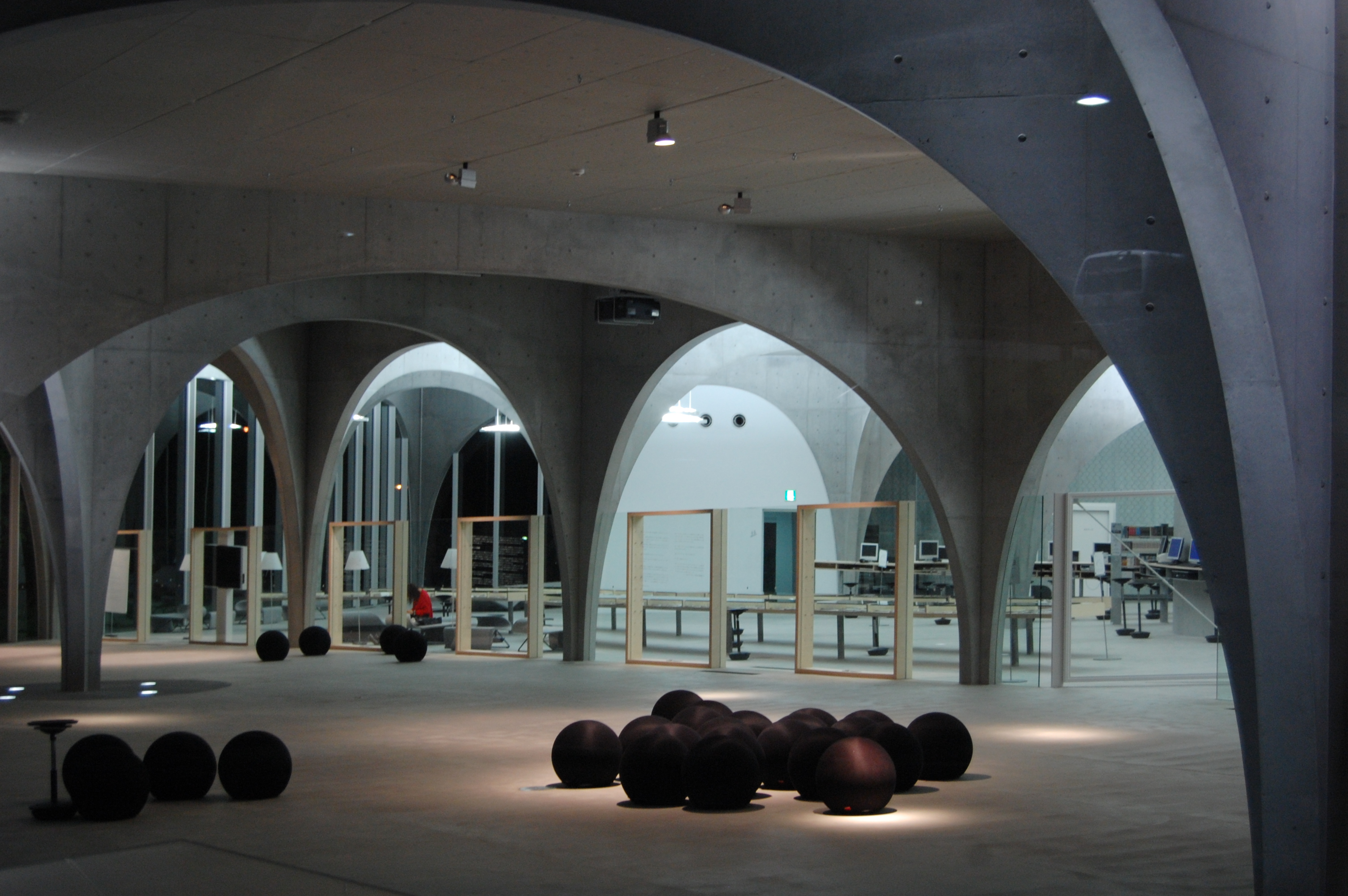
Knihovna Tama Art University

Tojoo Itó (japonsky 伊東 豊雄 [I-tó Tojo-o]; * 1. června 1941 Soul) je japonský architekt, známý svou mimořádně tvořivou koncepční architekturou, v níž usiluje o propojení fyzického světa se světem virtuálním. Je předním představitelem architektury, která se věnuje otázkám novodobého pojetí fiktivního města.

## Život
Narodil se v roce 1941 v Soulu v Jižní Koreji, která byla v té době pod japonskou okupací. V roce 1965 absolvoval univerzitu v Tokiu, obor architektura. V 1991 byl hostujícím profesorem na Kolumbijské univerzitě v New Yorku.

## Tvorba
Po práci v ateliéru architekta Kijonori Kikutake a společníků v letech 1965 až 1969 si založil v roce 1971 svůj vlastní ateliér „Urban robot“ (Urbo). V roce 1979 byl ateliér přejmenován na Toyo Ito & Associates Architects. Během své rané tvorby Tojoo Itó zhotovil množství projektů soukromých rodinných domů.
Tojoo Itó je v Japonsku známý výchovou talentované mladší generace architektů. Pro jeho ateliér pracovali např. paní Kazujo Sedžimaová, pánové Klein Dytham a Kacuja Fukušima. Tojoo Itó je čestným profesorem University of North London.

## Ocenění
- Zlatá medaile RIBA 2005
- Pritzkerova cena 2013[2]

## Seznam prací (výběr)
- 2016 Mezinárodní muzeum baroka, Puebla, Mexiko
- 2010 Torres de Toyo Ito
- 2008 Vila pro chilský architektonický projekt Ochoalcubo
- 2008 Světový stadion her v Kaohsiung, Taiwan
- 2007 Knihovna Tama Art University, Tokio, Japonsko
- 2006 VivoCity Singapore
- 2006 První cena v Mezinárodní soutěži na výstavbu Opery v Taichungu, Taiwan
- 2005 obchodní a kancelářská budova Mikimoto Ginza, Japonsko
- 2005 knihovna Tama Art University
- 2004 TOD's Omotesando, Tokio
- Matsumoto Performing Arts Center
- 2002 Bruges pavilon
- 2002 Pověřený návrhem prozatímního pavilonu sousedícího s Galerií Serpentin, Hyde Park, Londýn
- 2001 MediaTek Sendai, komplex knihovny, galerie, filmového studia a kavárny
- 1997 Oita park
- 1994 Domov důchodců, Jacuširo
- 1992 Knihovna v Paříži
- 1991 Městské muzeum, Jacuširo
- 1986 Kaze no tó
- 1991 Kaze no tamago